# Andalé Mono
Andalé Mono (aus technischen Gründen zumeist ohne Akzent geschrieben) ist eine Festbreitenschriftart, die von Steve Matteson als Befehlszeilenschrift für das Taligent-Projekt von Apple und IBM entworfen wurde und von der Schriftgießerei Monotype Corporation vermarktet wird.

## Verbreitung
Nachdem Taligent gescheitert war, wurde die Andalé Mono zunächst als Erweiterung für den Internet Explorer 4.0 (erschienen 1997) angeboten, und später mit den Versionen 5 und 6 mitgeliefert. Microsoft hat für die Schrift anfangs den Ersatznamen Monotype.com verwendet, ist dann aber zum ursprünglichen Namen zurückgekehrt. Die Schriftart ist Teil des kostenlos erhältlichen Schriftartenpakets Core fonts for the Web und hat so weite Verbreitung erlangt.
In modernen Windows-Versionen ist die Schriftart nicht mehr enthalten, kann jedoch weiterhin heruntergeladen werden.
Andalé Mono ist eine Systemschrift in allen Betriebssystemen von Apple.